# ويليام ترافرز جيروم
ويليام ترافرز جيروم (بالإنجليزية: William Travers Jerome)‏ هو محامي وقاضي أمريكي، ولد في 18 أبريل 1859 في نيويورك في الولايات المتحدة، وتوفي في 13 فبراير 1934 بسبب ذات الرئة.